# Cleveland megye (Arkansas)
Cleveland megye az Amerikai Egyesült Államokban, azon belül Arkansas államban található. Megyeszékhelye és legnagyobb városa Rison. Lakosainak száma 7550 fő (2020. április 1.). Cleveland megye Grant, Bradley, Jefferson, Lincoln, Drew, Calhoun és Dallas megyékkel határos.

## Népesség
A megye népességének változása:
| Lakosok száma | 8689 | 8669 | 8639 | 8593 | 8311 | 7550 |
|               | 2010 | 2011 | 2012 | 2013 | 2015 | 2020 |